# Saison 1 du Bureau des affaires magiques
Chronologie
Saison 2
Cet article présente la première saison de la série télévisée Le Bureau des affaires magiques.

## Synopsis de la saison
Kira découvre qu'elle a des pouvoirs magiques, après avoir touché un livre, qu'elle voyait flotter dans les airs. Elle deviendra alors une tri-être et devra naviguer entre sa vie de fée et d'elfe qu'elle devra cacher à ses amis humains, et sa vie d'humaine, pour faire comme si tout était normal. Mais elle devra aussi découvrir qui elle est vraiment, et d'où viennent ses pouvoirs exceptionnels qu'elle possède.

## Distribution

### Acteurs principaux
- Kimie Tsukakoshi : Kyra
- Elizabeth Cullen : Imogen
- Mia Milnes : Lily
- Julian Cullen : Danny
- Rainbow Wedell : Ruksy
- Jamie Carter : Peter
- Christopher Sommers (en) : Pr Maxwell
- Arnijka Larcombe-Weate : Mathilda

### Acteurs récurrents
- Steve Nation : Steve
- Melanie Zanetti : Orla
- Nicholas Bell (en) : Sean

## Liste des épisodes
1. Un incident magique
2. De la magie dans l'air
3. Le monde entier est une scène
4. Histoire de chiens
5. Un chevalier en fuite
6. L'examen
7. Fée le temps d'une journée
8. Une victoire normale
9. Sur la plage
10. La fontaine enchantée
11. Une histoire fantastique
12. Allée 13
13. Les forces d'attraction
14. L'œil d'Horus
15. Un juge méfiant
16. Jour de récompense
17. Accusée
18. Apparence trompeuse
19. Un orbe trop convoitée - Partie 1
20. Un orbe trop convoitée - Partie 2

### Épisode 8:Une victoire normale
Kyra arrive souvent en retard aux cours de Maxwell car elle a beaucoup d'occupation comme… jouer au basket. Son équipe de basket, dans laquelle joue Mathilde, son amie, est en compétition. 
Maxwell rend des résultats d'examens : Roxy, Imogène et Lily l'ont réussi, contrairement à Danny et Kyra. Cette dernière demande à le repasser dans deux jours car le lendemain, elle doit jouer un match très important. Maxwell accepte, il accepte également que Danny le repasse. 
Lily, Roxy et Imogène vont voir le match de Kyra, tout comme Peter et le père de cette dernière. Mais Lily et Imogène pensent que Kyra va perdre et être trop triste pour pouvoir réussir son prochain examen, donc durant une pause, Lily lance un sort au ballon et Imogène aux chaussures d'une joueuse adverse.
Pendant ce temps, Danny repasse son examen, lors qu'il termine l'épreuve écrite, le professeur le félicite car il l'a réussi. Mais reste l'épreuve pratique, malheureusement pour Danny, il s'agit de d'animer l'éléphant d'un livre, celui qu'il n'arrivait pas à animer dans l'épisode précédant. Il tente de négocier avec Maxwell pour avoir une autre épreuve, en vain. Danny décide d'abandonner et part en se transplanant.
Le match de Kyra continue et les phénomènes étranges se suivent. Elle comprend que ses amies y sont pour quelque chose et demande une pause afin de leur parler. Lily et Imogène avouent qu'elles ont lancé des sorts. Mais Kyra veut gagner honnêtement, donc, elle laisse l'équipe adverse remonter au score jusqu'à l'égalité des deux camps. Puis elle rejoue vraiment et quelques secondes avant la fin du match, une faute est accordée à son équipe : elle a droit à deux lancés, il suffit qu'elle mette un panier et elle fera gagner son équipe. Elle lance une première fois mais le ballon ne rentre pas dans le panier, elle réussit son deuxième essai : son équipe a gagné.